# Gelei József (labdarúgó)
Gelei József (Kunmadaras, 1938. június 29. –) olimpiai bajnok magyar labdarúgókapus, edző.

## Pályafutása

### Játékosként
1950-ben kezdett el futballozni az MTK csapatánál (melynek akkori nevei a Textiles, a Bástya, majd Vörös Lobogó volt). 1954-ben a Beloiannisz csapatához igazolt, majd 1957-ben ismét az MTK kapusa lett. 1958-ban tagja a magyar bajnokcsapatnak. Az 1961/1962-es idényben a Budapesti Vasas kapusa, a magyar labdarúgó bajnokságot (NB I) megnyert csapat keretének a tagja, továbbá a Vasas Közép-Európa Kupa győztes csapatának játékosa, igaz, 1962 őszén, a döntő két mérkőzésének lejátszásakor, már a Tatabányai Bányász játékosa volt. 1962 nyarán ugyanis a Tatabányai Bányász csapata igazolta le, Grosics Gyula utódjának. Tatabányán érte el élete legnagyobb sikereit. Tagja volt az 1964-es tokiói olimpián győztes csapatnak, majd 1965-ben először játszott a magyar labdarúgó-válogatott színeiben, ahol összesen tizenegy alkalommal lépett pályára. Szerepelt az 1966-os angliai világbajnokságon. 1969-ben vonult vissza az aktív játéktól.

### Edzőként
1971-ben szerzett szakedzői diplomát a Testnevelési Főiskolán, de már 1970-ben edzősködött a Tatabányai Bányásznál. 1974-ben a csapat, majd 1975-ben a Szolnok vezetőedzőjévé nevezték ki. 1977-ben egyik korábbi csapatánál, a Budapesti Vasasnál lett másodedző. 1978-ban ment először külföldre, az ausztrál St. George Budapest csapatát vezette. 1980-ban tért haza, amikor újra elvállalta a Szolnok irányítását. 1982-ben az MTK-VM technikai igazgatójává nevezték ki.
1984-ben a Csepel vezetőedzője lett, ahol négy éven keresztül irányította a munkát. Kétéves szünet után az indiai labdarúgó-válogatott szövetségi kapitányává nevezték ki, majd 1992-ben az ománi Omán Clubnál kezdett el dolgozni. 1994 és 1995 között a Magyar Labdarúgó-szövetség utánpótlás szakágának vezetője volt, majd visszatért Ománba, ahol az en-Naszr csapatánál edzősködött. 1996-ban egy évig a PMSC edzője, majd 1998-ig az egyiptomi el-Ittihádnál dolgozott, utána nyugdíjba vonult. Edzői pályafutásának inkább a külföldi állomásai voltak sikeresek, ahol fontos fejlesztési munkákat végzett.

## Sikerei, díjai
- A Magyar Érdemrend tisztikeresztje (2018)[3]

## Családja
Nős, házasságából két fiúgyermeke született. Ifjabb gyermeke, Gelei Károly egyszeres válogatott kapus, edző.

## Művei
- Olajozott aranyeső. A Szolnoki Olaj Kosárlabda Klub sikertörténete, 1959–2007; szerk. Gelei József, Molnár Ádám, Varga Csaba; Új Néplap, Szolnok, [2007
- L. Murányi László–Gelei József: Süllyedő világ. Kíméletlen riportkönyv a végekről; Új Néplap–Axel Springer-Magyarország Kft. Jász-Nagykun-Szolnok Megyei Irodája, Szolnok, 2012
- Sportsikereink. A magyar sport nagy pillanatai, 1951–1992; Pannon-Literatúra, Kisújszállás, 2012

## Statisztika

### Mérkőzései a válogatottban
| Magyarország | Magyarország        | Magyarország                      | Magyarország     | Magyarország | Magyarország  | Magyarország          | Magyarország | Magyarország |
| #            | Dátum               | Helyszín                          | Hazai            | Eredmény     | Vendég        | Kiírás                | Gólok        | Esemény      |
| ------------ | ------------------- | --------------------------------- | ---------------- | ------------ | ------------- | --------------------- | ------------ | ------------ |
|              | 1963. május 4.      | Budapest, Népstadion              | Magyarország     | 4 – 0        | Svédország    | olimpiai selejtező    | -            |              |
|              | 1963. december 3.   | Dakar                             | Szenegál         | 3 – 8        | Magyarország  | barátságos (olimpiai) | -            | lecserélve   |
|              | 1963. december 5.   | Abidjan                           | Elefántcsontpart | 1 – 4        | Magyarország  | barátságos (olimpiai) | -            |              |
|              | 1963. december 8.   | Lomé                              | Togo             | 2 – 3        | Magyarország  | barátságos (olimpiai) | -            | lecserélve   |
|              | 1963. december 26.  | Algír                             | Algéria          | 0 – 3        | Magyarország  | barátságos (olimpiai) | -            |              |
|              | 1964. április 15.   | Göteborg                          | Svédország       | 2 – 2        | Magyarország  | olimpiai selejtező    | -            |              |
|              | 1964. április 29.   | Palma de Mallorca                 | Spanyolország    | 1 – 2        | Magyarország  | olimpiai selejtező    | -            |              |
|              | 1964. május 6.      | Budapest, Népstadion              | Magyarország     | 3 – 0        | Spanyolország | olimpiai selejtező    | -            |              |
|              | 1964. október 11.   | Tokió, Olimpiai stadion (JPN)     | Magyarország     | 6 – 0        | Marokkó       | olimpiai B csoport    | -            |              |
|              | 1964. október 18.   | Jokohama, Mitsuzawa stadion (JPN) | Magyarország     | 2 – 0        | Románia       | olimpiai negyeddöntő  | -            |              |
| 1.           | 1965. május 5.      | London, Wembley Stadion           | Anglia           | 1 – 0        | Magyarország  | barátságos            | -            |              |
| 2.           | 1965. május 23.     | Lipcse, Zentralstadion            | NDK              | 1 – 1        | Magyarország  | vb-selejtező          | -            |              |
| 3.           | 1965. június 13.    | Bécs, Práter-stadion              | Ausztria         | 0 – 1        | Magyarország  | vb-selejtező          | -            |              |
| 4.           | 1965. június 27.    | Budapest, Népstadion              | Magyarország     | 2 – 1        | Olaszország   | barátságos            | -            |              |
| 5.           | 1965. szeptember 5. | Budapest, Népstadion              | Magyarország     | 3 – 0        | Ausztria      | vb-selejtező          | -            |              |
| 6.           | 1965. október 9.    | Budapest, Népstadion              | Magyarország     | 3 – 2        | NDK           | vb-selejtező          | -            |              |
| 7.           | 1966. május 8.      | Zágráb, Maksimir Stadion          | Jugoszlávia      | 2 – 0        | Magyarország  | barátságos            | -            |              |
| 8.           | 1966. július 15.    | Liverpool, Goodison Park (ENG)    | Magyarország     | 3 – 1        | Brazília      | vb-csoportkör         | -            |              |
| 9.           | 1966. július 20.    | Manchester, Old Trafford (ENG)    | Magyarország     | 3 – 1        | Bulgária      | vb-csoportkör         | -            |              |
| 10.          | 1966. július 23.    | Sunderland, Roker Park (ENG)      | Szovjetunió      | 2 – 1        | Magyarország  | vb-negyeddöntő        | -            |              |
| 11.          | 1966. október 30.   | Budapest, Népstadion              | Magyarország     | 3 – 1        | Ausztria      | barátságos            | -            |              |
|              | Összesen            |                                   |                  | 11           | mérkőzés      |                       | 0            | gól          |